# واليس وفوتونا
واليس وفوتونا (بالفرنسية: Territoire des îles Wallis et Futuna) هي مجموعة مكونة من ثلاث جزر استوائية بركانية وهي والس (يوفيا)، وفوتونا، وجزيرة ألوفي مع الشعب المرجانية في جنوب المحيط الهادي بين فيجي وساموا. تحكم واليس وفوتونا فرنسا منذ عام 1961.

## تاريخ
بالرغم من أنّ واليس وفوتونا إكتشفتا من قبل الهولنديين والبريطانيين في القرنين السابع والثامن عشر، كان الفرنسيين أول الأوربيين المستقرين على الأرض، مع وصول المبشّرين الفرنسيين في 1837، والذين حوّلوا السكان إلى الكاثوليكية. والس سمّيت على اسم المستكشف صامويل واليس.
في 5 أبريل 1842، طلبوا الحماية من قبل فرنسا بعد تمرّد جزء من السكان المحليين. في 5 أبريل/نيسان عام 1887، ملكة يوفيا (في جزيرة والس) وقّعت معاهدة تجعلها رسميا محمية فرنسية. ملوك السيجاف والألو في جزر فوتونا وألوفي وقّعا أيضا معاهدة لجعلهما محمية فرنسية في 16 فبراير 1888. الجزر وضعت تحت سلطة المستعمرة الفرنسية كاليدونيا الجديدة.
في 1917، الرئاسة الثلاثية التقليدية لحقت بفرنسا وتحوّلت إلى مستعمرة واليس وفوتونا، وما زالت تحت سلطة مستعمرة كاليدونيا الجديدة. في 1959، صوّت سكان الجزر على أن يصبحوا أرضاً ما وراء البحار تابعة لفرنسا، وفعّل ذلك في 1961، وهكذا انتهت تبعيتهم لكاليدونيا الجديدة.